# Óscar Horta Álvarez
Óscar Horta Álvarez (Vigo, 7 de maig de 1974) és un filòsof, activista antiespecista que destaca en el camp de l'ètica animal. Membre fundador de la Fundació Ètica Animal, és professor del Departament de Filosofia i Antropologia de la Universitat de Santiago de Compostel·la.
Es va llicenciar en filosofia el 1999 a la Universitat de Santiago de Compostel·la (USC) i es va doctorar en la mateixa especialitat per la USC el 2007 amb una tesi titulada Un desafío para la bioética: la cuestión del especismo, la primera tesi sobre ètica animal en espanyol. És autor de diversos llibres en l'àmbit de la filosofia moral i, en particular, de l'ètica animal.
Horta és un dels cofundadors de la Fundació Ètica Animal, amb seu internacional a Oakland (Estats Units d'Amèrica). Anteriorment era portaveu d'altres organitzacions, com ALA-Alternativa para la Liberación Animal i la Fundación Equanimal. És membre assessor del Sentience Institute, de l'UPF-Centre for Animal Ethics i de la Organization for the Prevention of Intense Suffering.
Horta argumenta que, en contra de la visió "idíl·lica" que es té de la natura, els animals sofreixen de forma significativa per diverses causes, entre les quals malalties, depredació, fam i altres perills. Defensa que existeixen raons per protegir els animals d'aquest sofriment. Jeff McMahan afirma que el seu interès pel camp del sofriment dels animals salvatges és degut al treball d'Horta.

## Obres principals
- 2008. La filosofía moral de J. Ferrater Mora, Girona: Documenta Universitaria.[7]
- 2017. Un paso adelante en defensa de los animales, Madrid: Plaza y Valdés.[8][9]
- 2019. Na defensa dos animais, Rianxo: Axóuxere Editora.

## Premis
- Premi Ferrater Mora de Ensayo (2007)[10][11]